# Колонна Святой Анны
Колонна Святой Анны (нем. Annasäule) — Колонна в честь Святой Анны, матери Богородицы.
Установлена в центре Инсбрука (Австрия) на Марии-Терезиен-штрассе.
Своё название получила, когда в 1703 году последние баварские войска были изгнаны из Тироля в День Святой Анны (26 июля) во время войны за испанское наследство. В 1704 году в знак благодарности члены местного Ландтага поклялись возвести памятник в память об этом событии.
Колонна была изготовлена скульптором Кристофором Бенедетти из красного крамзахского мрамора. На вершине колонны статуя Женщины Апокалипсиса, возвышающаяся на 42 метра.
На постаменте расположены четыре статуи святых:
- Святой Анны (с северной стороны)
- Кассиана из Имолы, покровителя епархии Больцано-Брессаноне (с западной стороны)
- Вигилия из Тренто, покровителя Архиепархии Тренто (с восточной стороны)
- Георгия Победоносца, покровителя Тироля (с южной стороны).

Колонна была освящена 26 июля 1706 года князем-епископом Каспаром Игнацем, графом Кюниглем. На протяжении веков её несколько раз реставрировали. В 1958 году, в основном из соображений консервации, фигура женщины Апокалипсиса  была заменена копией, а оригинал передан в аренду аббатству Санкт-Георгенберг-Фихт, где он был помещён в придел аббатской церкви Фихт (недалеко от Шваца). ) над алтарём Святой Марии.

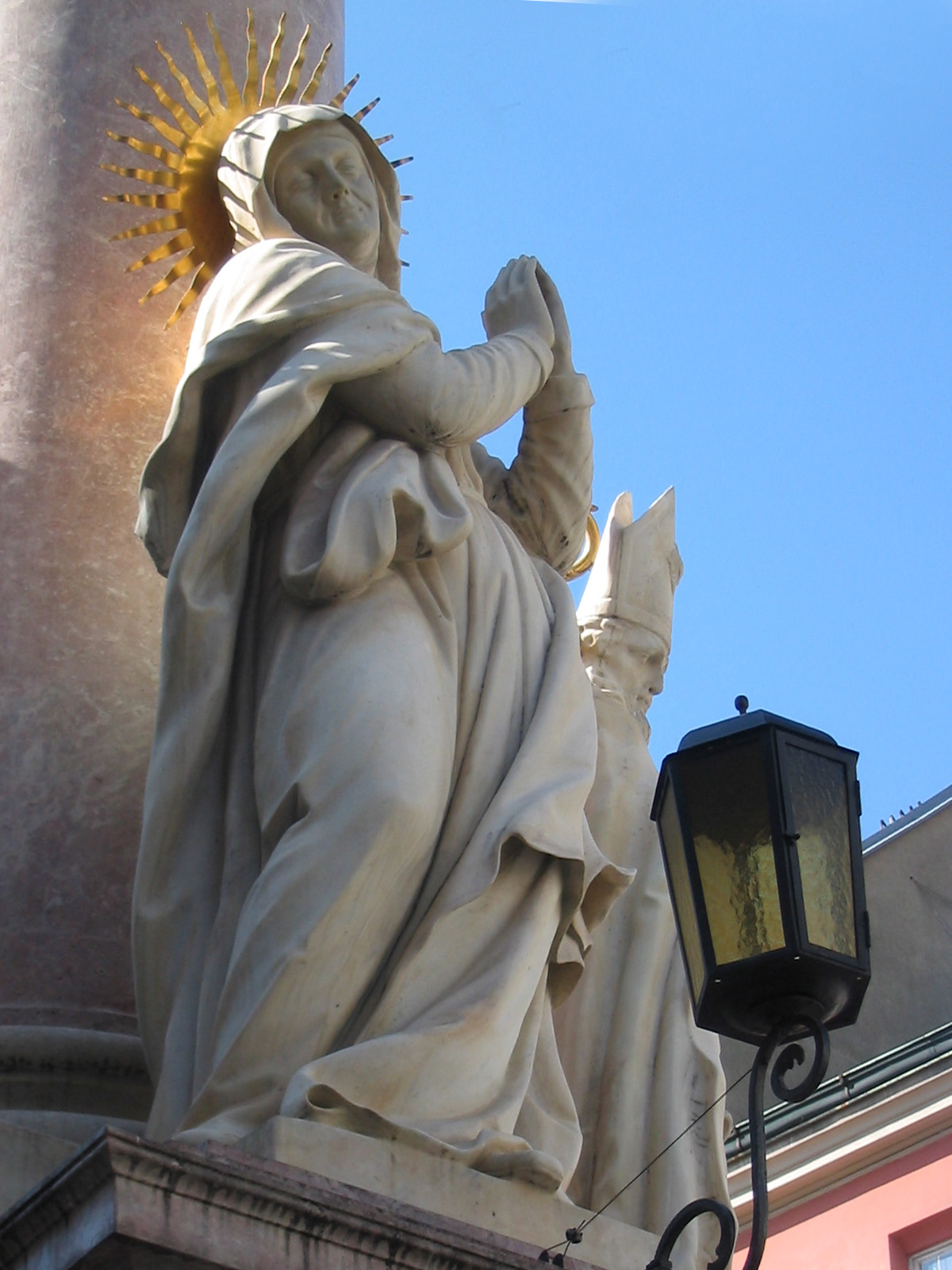
Святая Анна
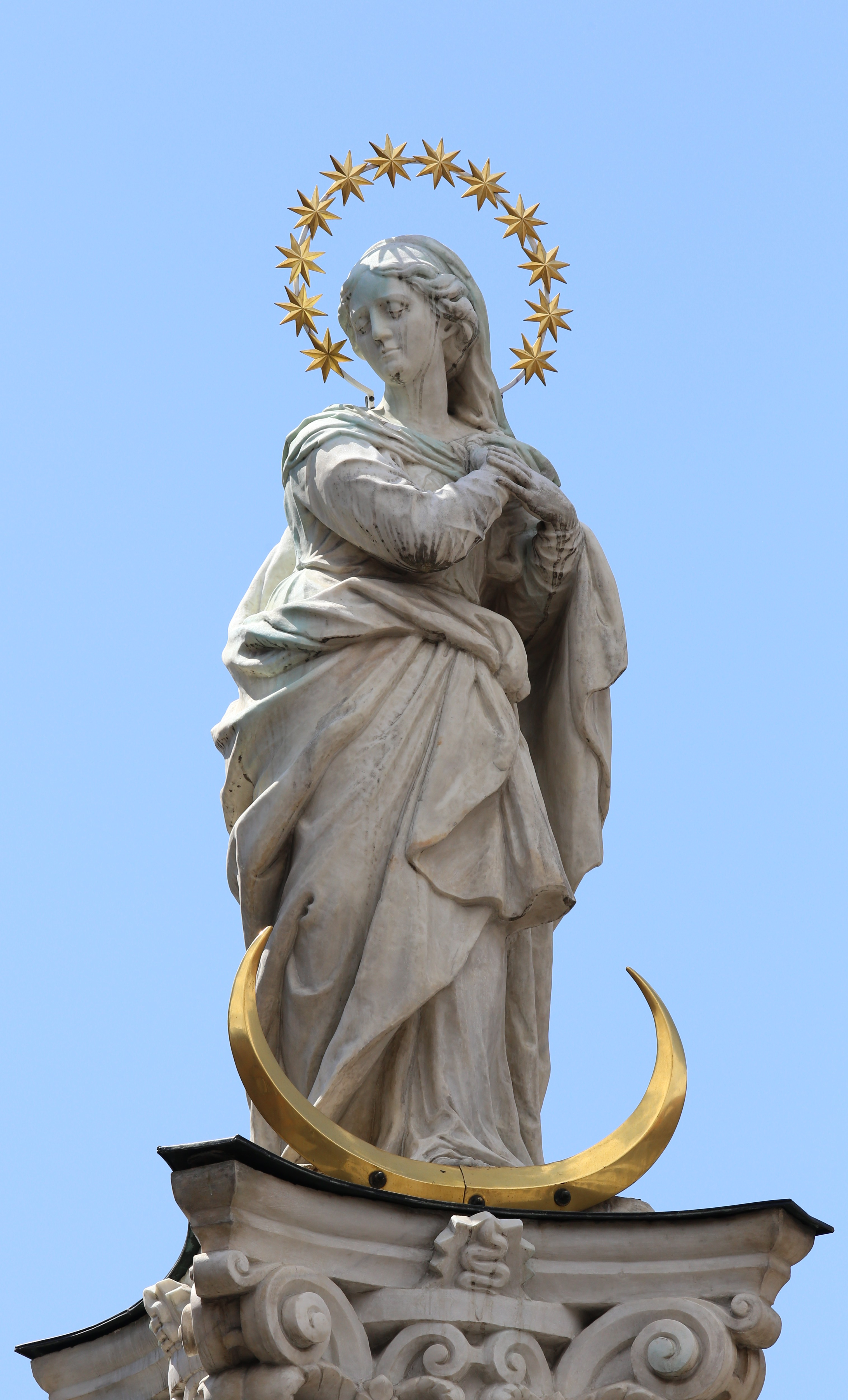
Святая Мария
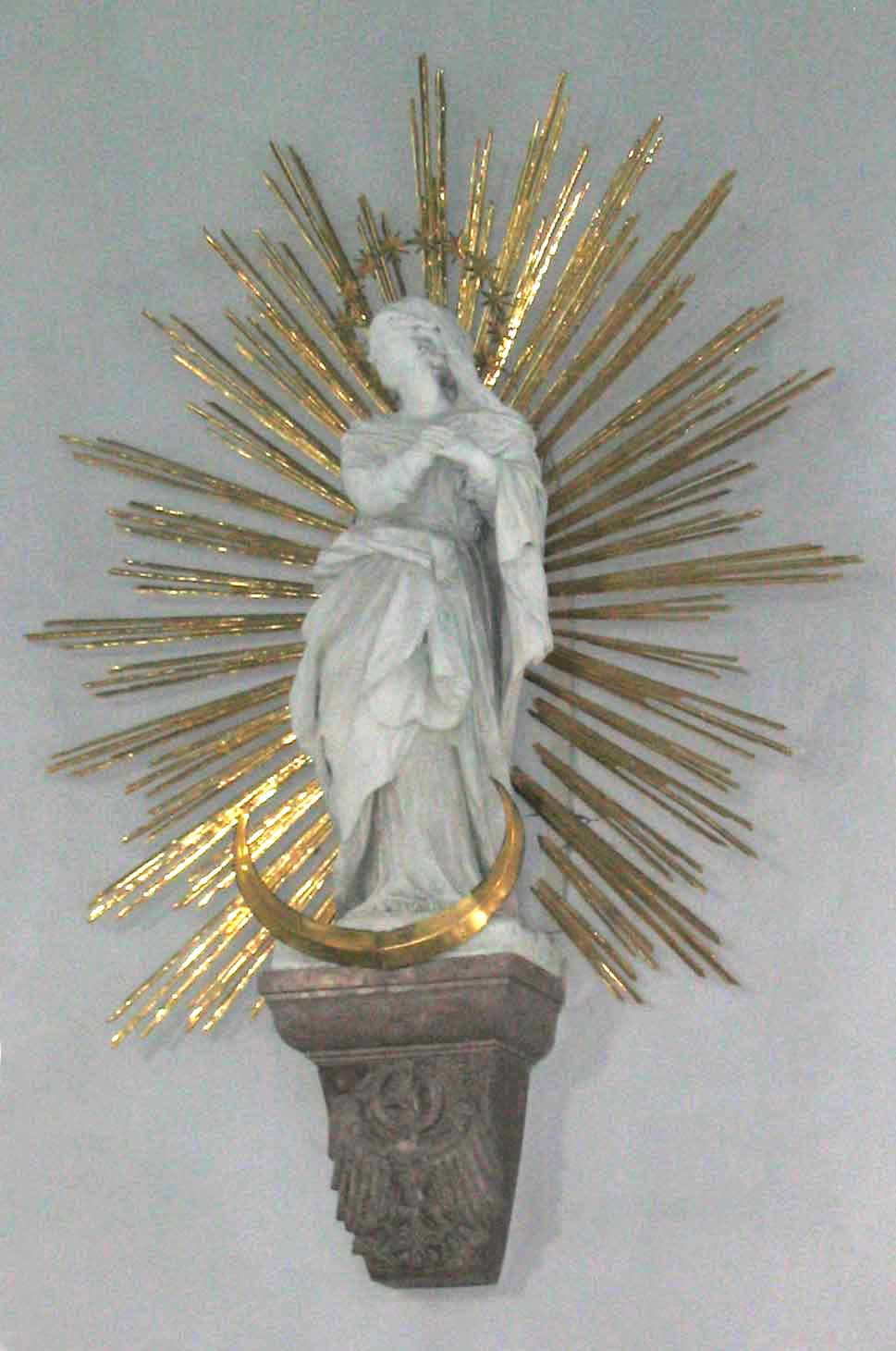
Оригинал статуи св. Марии. 1706
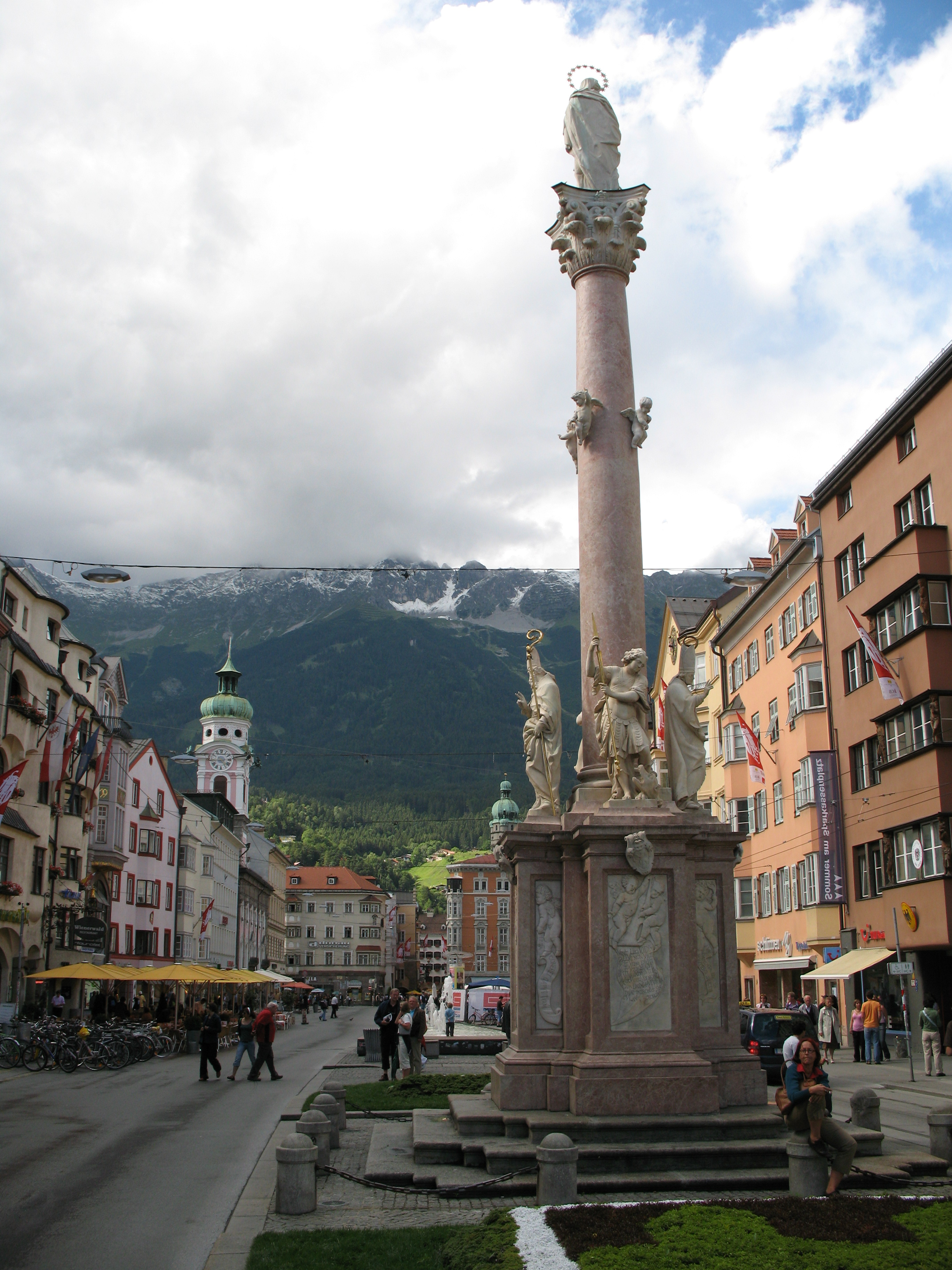
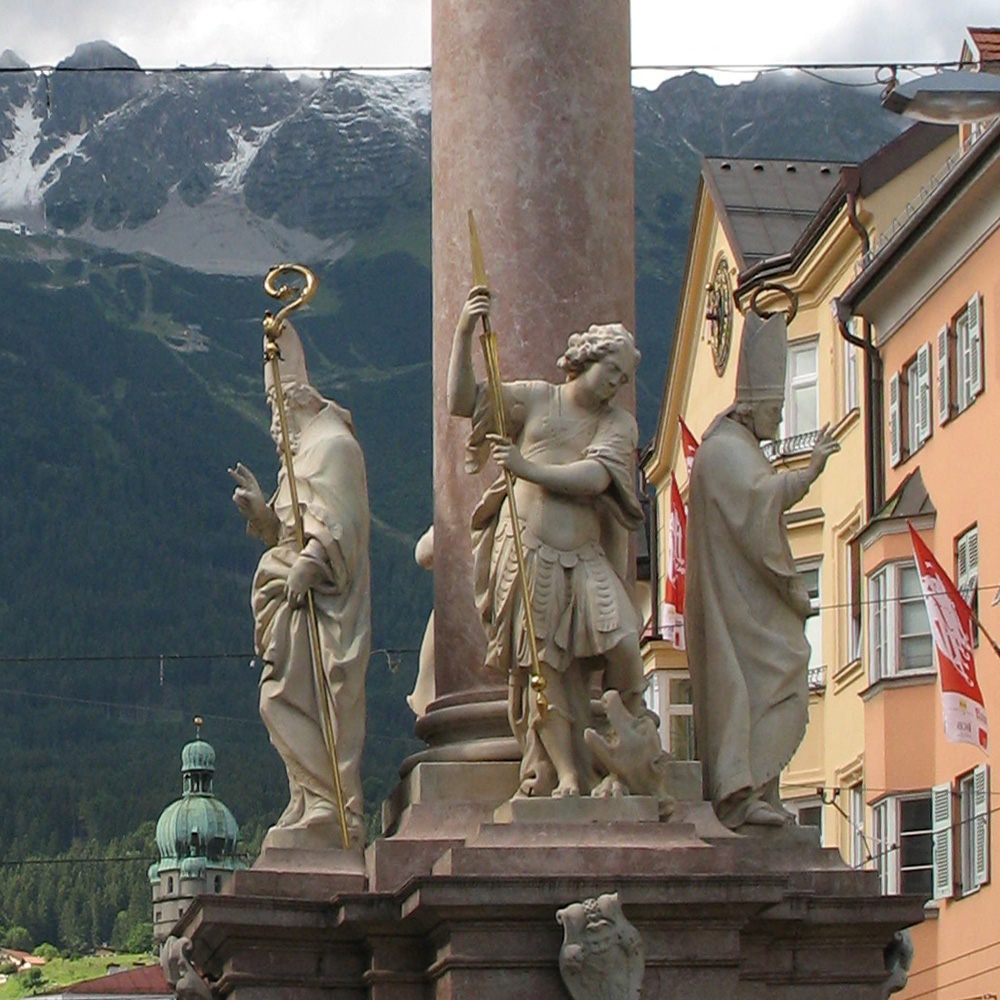
Георгий Победоносец
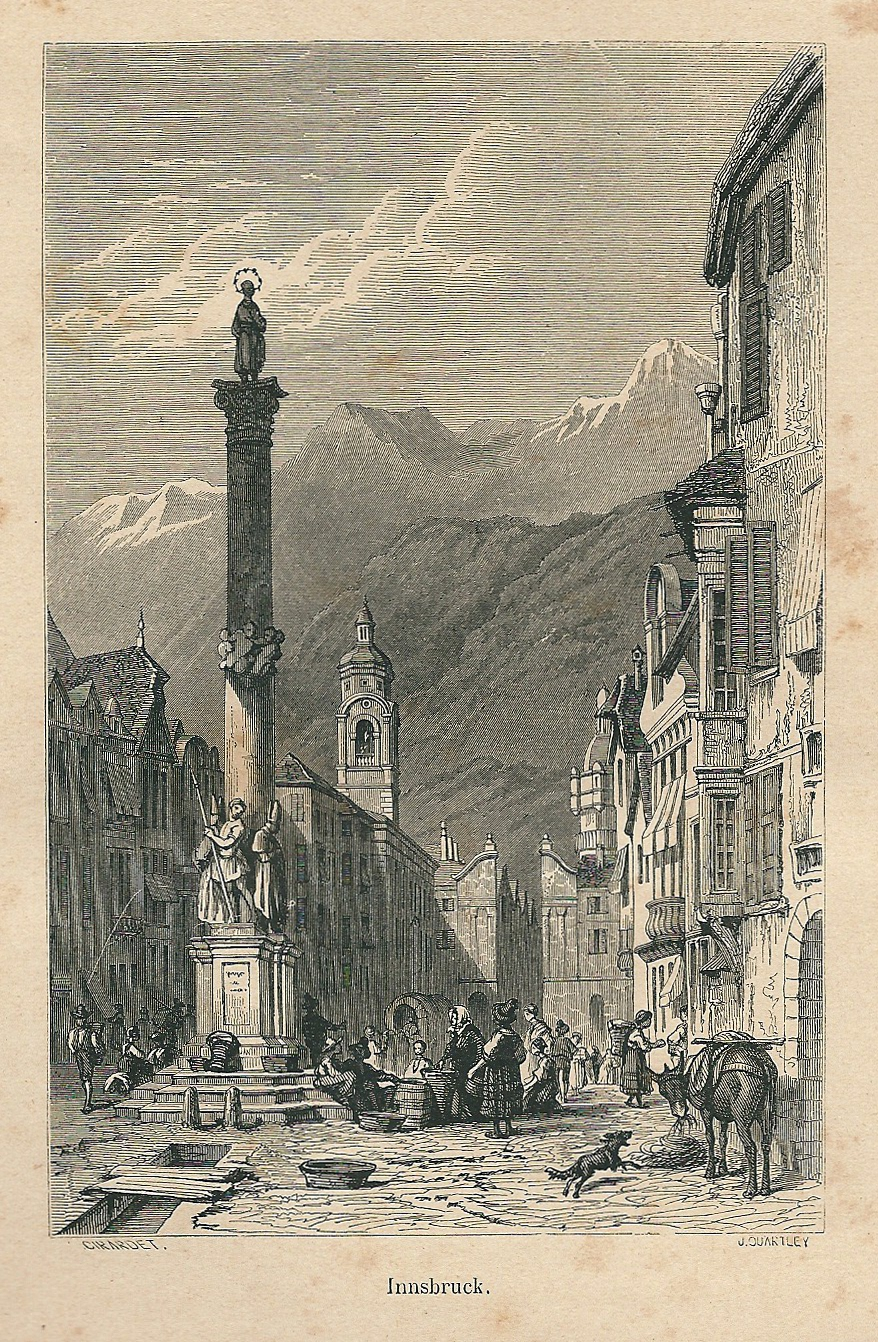
Колонна в XIX веке